# Ray Manzarek
Raymond Daniel Manzarek Jr. geboren als Raymond Daniel Manczarek Jr. (Chicago, 12 februari 1939 – Rosenheim, 20 mei 2013) was een Amerikaans toetsenist. Hij was medeoprichter en toetsenist van The Doors.

## Loopbaan

### Jeugd en studie
Hij begon met pianolessen toen hij negen of tien was maar beleefde er voor de eerste jaren geen plezier aan. Dat plezier kwam er wel toen hij de zwarte muziek leerde kennen. Zijn spel veranderde en kreeg meer het karakter van de jazz-, blues- en rock-'n-rollmuziek. Toen Manzarek ging studeren aan de Universiteit van Californië (UCLA) werd het toch een keuze voor het vak 'Film' vooral door Manzareks fascinatie voor François Truffaut. In zijn vrije tijd speelde hij echter in het UCLA Trio en in Rick & the Ravens. 

### The Doors
In de zomer van 1965 ontmoette Manzarek bij toeval medestudent Jim Morrison. Samen met enkele anderen begonnen zij een band, maar het begin was moeizaam. Toen enkele mensen de groep verlieten, kwam Manzarek bij toeval drummer John Densmore tegen. Hij vroeg hem om toe te treden tot zijn band en Densmore stemde toe. Toen er een gitarist nodig was dacht Densmore onmiddellijk aan Robby Krieger een gitarist met wie hij destijds samen in The Psychedelic Rangers speelde. The Doors was geboren. Het was vooral Manzarek die een stabiliserende rol speelde in The Doors. Toen drummer Densmore aangaf dat hij niet verder wilde met de uiterst wispelturige Morrison, wist Manzarek hem om te praten. Ook toen Morrison zelf aangaf dat hij niet verder kon met The Doors omdat hij op instorten stond, overtuigde Manzarek hem om door te gaan. Hij verving Morrison als zanger tijdens een concert in het Concertgebouw in Amsterdam in 1968, omdat Morrison (overmand door drugs) kort voor het concert was afgevoerd naar het ziekenhuis.

### Na The Doors
Toen The Doors enige jaren na het overlijden van Morrison besloot uiteen te gaan, bleef Manzarek zich bezighouden met muziek. In 1987 leidde dit tot een optreden met de Amerikaanse dichter Michael McClure, waarbij hij diens gedichten muzikaal begeleidde op piano. Enkele jaren daarvoor (1983) had hij al in samenwerking met Philip Glass de Carmina Burana van Carl Orff bewerkt. In 2002-2003 trad Manzarek weer op met Krieger, aangevuld met zanger Ian Astbury en drummer Stewart Copeland; eerst onder de naam The Doors, maar later (na een proces aangedaan door Densmore wegens misbruik van die naam) als The Doors of the 21st Century, weer later omgedoopt in Riders on the Storm en nog later Manzarek-Krieger. Maar ook pakte Manzarek zijn oude liefde - film - weer op. Zo verscheen in 2000 Love Her Madly en kwam in 2005 L.A. Woman uit in de bioscopen. In 1998 verscheen de biografie van Manzarek Light My Fire: My Life with The Doors. In 2011 heeft Ray met de andere overgebleven leden van The Doors het house nummer Breakn' a Sweat met Skrillex opgenomen. Hierin vertelt Jim Morrison over zijn visie op de toekomst van muziek met één man op het podium die met computers muziek maakt. 

## Overlijden
Manzarek overleed in 2013 in een ziekenhuis in Rosenheim in Duitsland op 74-jarige leeftijd aan galgangkanker.

## Discografie
Soloalbums
- The Golden Scarab (1973)
- The Whole Thing Started With Rock & Roll Now It's Out of Control (1974)
- Carmina Burana (1983)
- Love Her Madly (2006)
- Ballads Before the Rain (met gitarist-producer Roy Rogers) (2008)
- Translucent Blues (met Roy Rogers) (2011)

Albums met Nite City
- Nite City (1977)
- Golden Days Diamond Nights (1978)

#### Los nummer met andere Doors leden enSkrillex
- Breakn' a Sweat

## Foto's

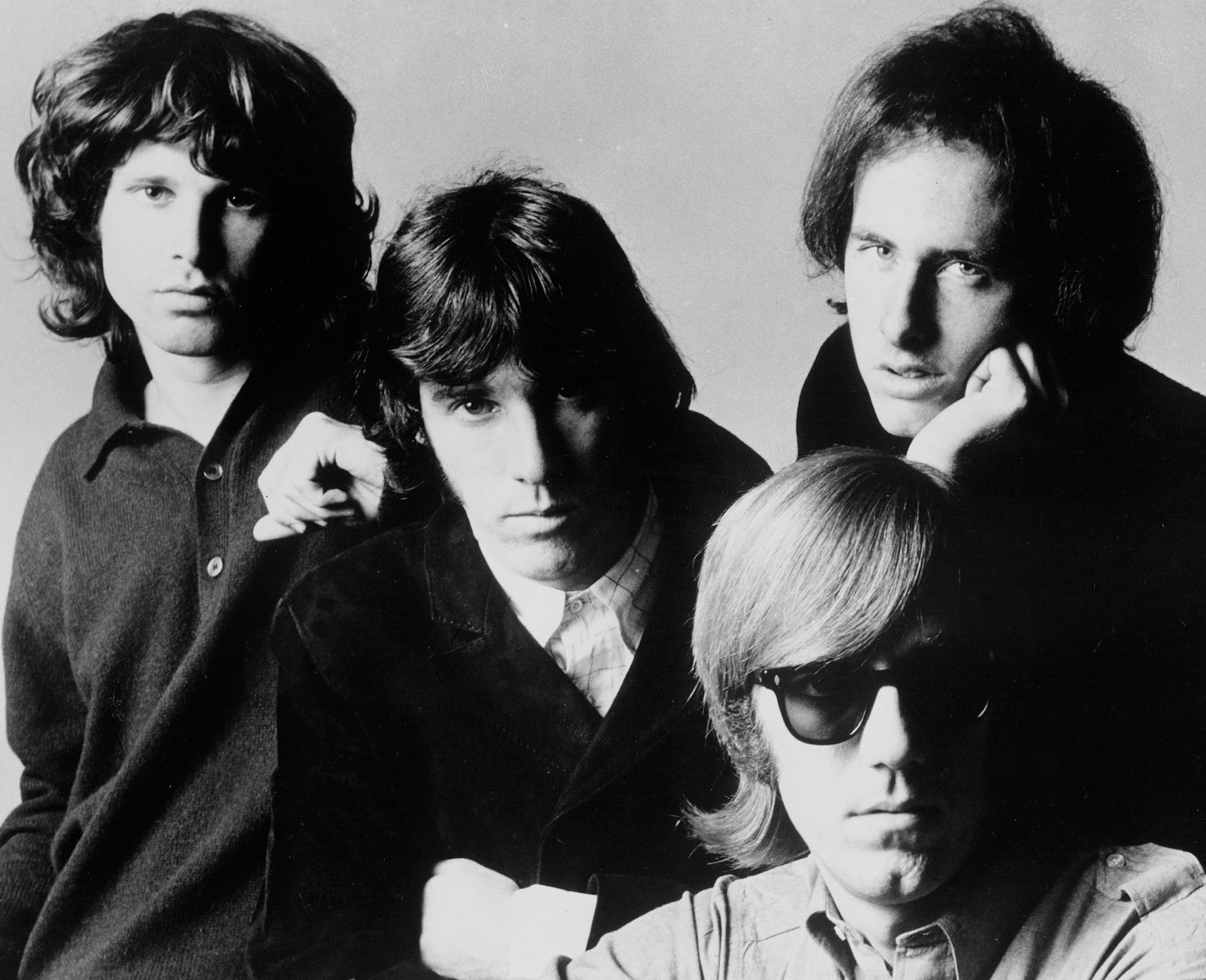
Manzarek (met bril) met The Doors (1968)
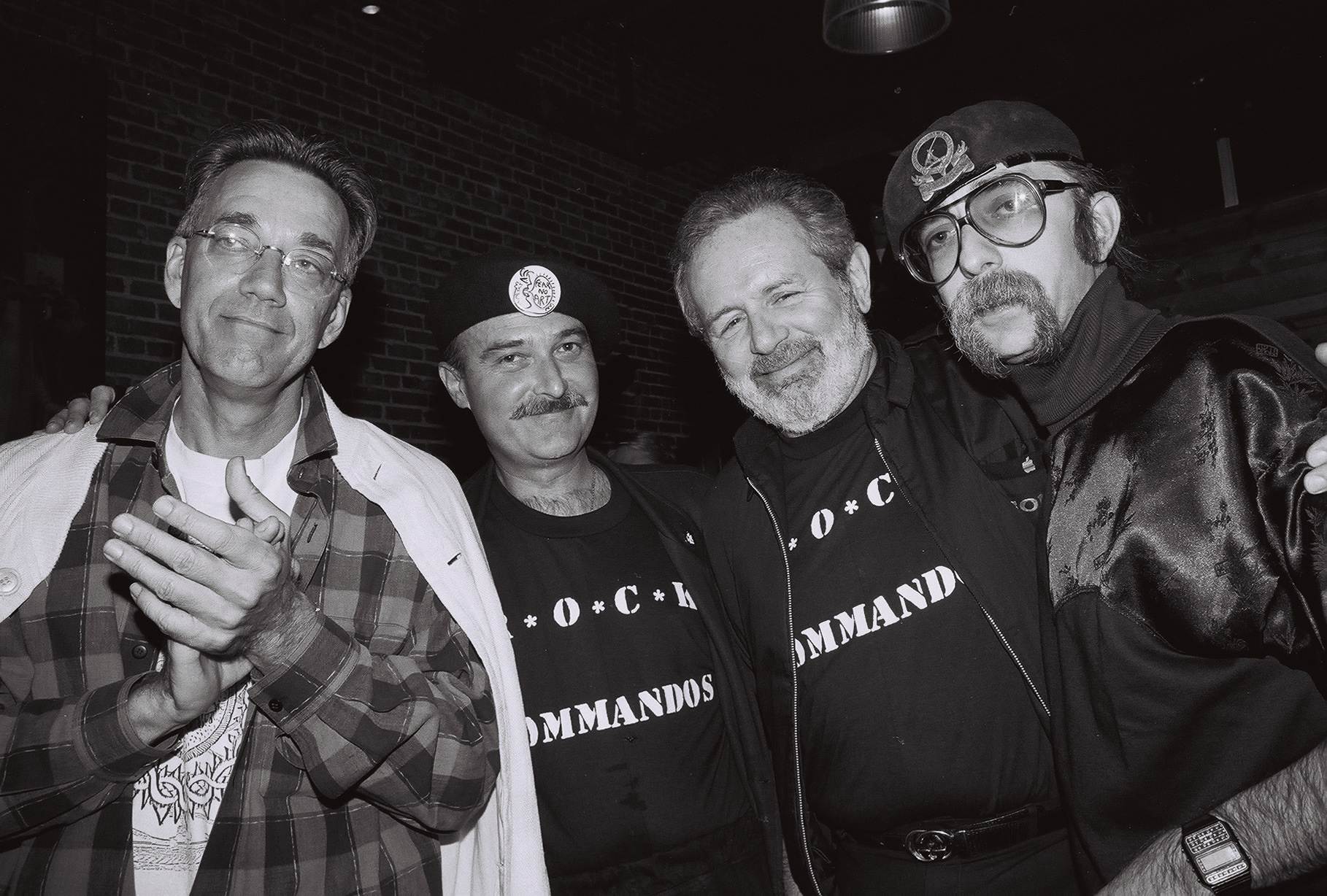
Manzarek (links, 1985)
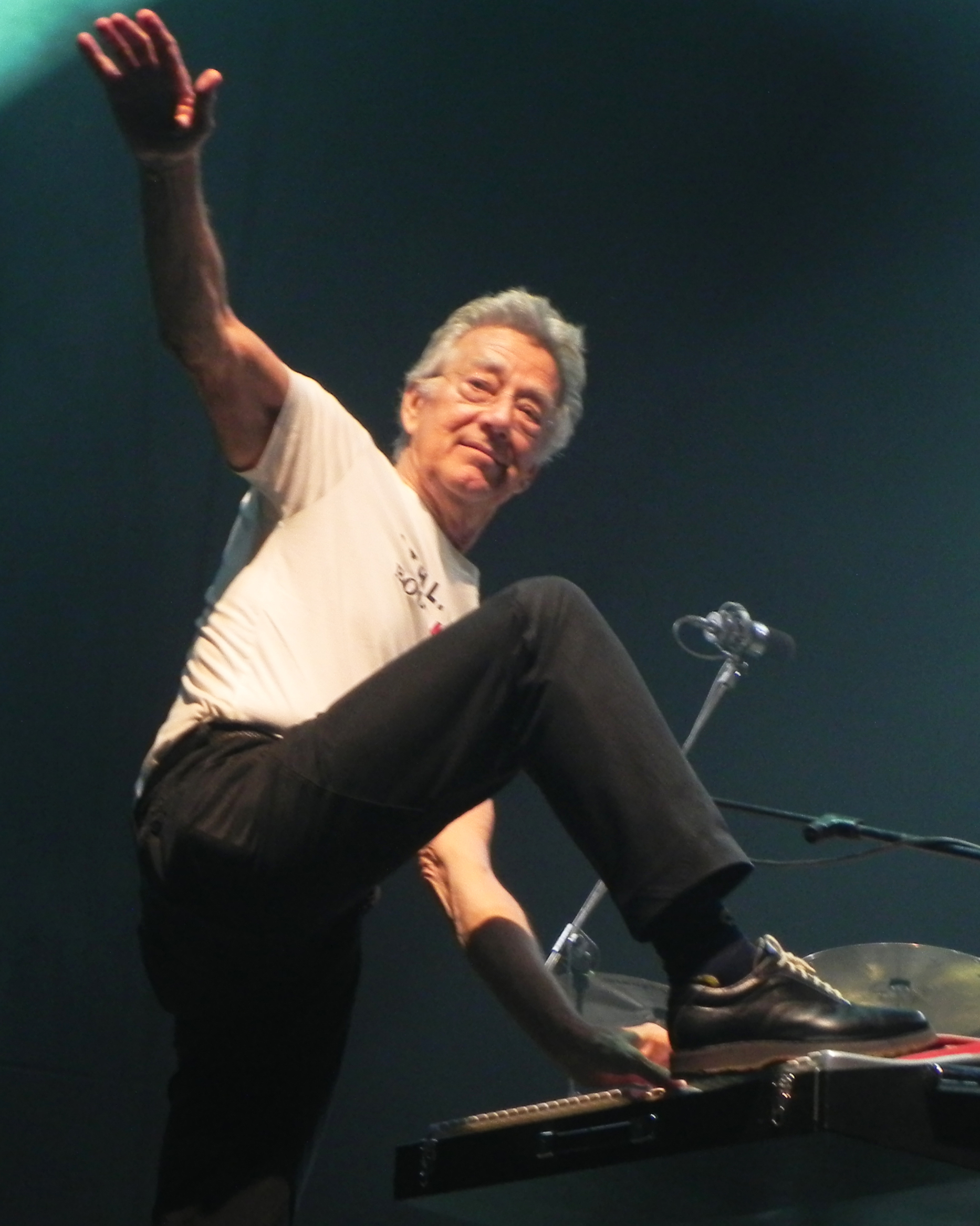
In Milaan (2012)